# Јелена Мицић
Јелена Мицић (Књажевац, 1986.) је српска награђивана уметница, су-оснивачица неформалне групе UMETNIK*, феминистичког колектива  I KNOW I CARE, кустискиња и уметничка директорка WIENWOCHE фестивала за уметност и активизам. Кроз свој уметнички рад бави се социјалним и политичким аспектом боја и бојних система, преиспитује тржиште рада у Аустрији као и условљеност конзумеризмом.

## Биографија
Јелена Мицић је дипломирала на Катедри за скандинавске језике на Филолошком факултету Универзитета у Београду 2010. године, а мастерирала је 2013.  на Одељењу за филозофију 2013. Филозофском факултету у Београду. На Одсеку за текстуалну скулптуру Академије ликовних уметности у Бечу магистрирала је 2020. године где је сада на докторским студијама. 
Јелена је суоснивачица неформалне групе  UMETNIK* која се бави теоријским и практичним испитивањем појмова „уметник" и „уметност".
На позив WIENWOCHE фестивала је 2019. године основала отворени феминистички колектив  I KNOW I CARE који се бави невидљивим и неплаћеним женским репродуктивним радом. 
Године 2022. постаје уметничка директорка једанаестог издања WIENWOCHE фестивала под називом „Working Class Ecologies" на коме уметници/е, културни радници/е, кустоскиње и активисти/књине кроз лично искуство проблематизују теме које се тичу односа екологије и економије као што су: невидљиви и потплаћени рад миграната, политике становања, проблем воде за пиће у Зрењанину, последице које индустрија брзе моде има по екологију и др. 
Јелена је уметничка директорка следећих издања фестивала: „It’s Getting Cold in Here” (2023.), куриран у сарадњи са Дениз Гувенсој, „The Non-Citizen Movement” (2024.) и „Breathe Again” (2025.) оба у сарадњи са Дениз Палмијери и Арабом Евелин Џонстон Артур.
Док је студирала у Бечу радила је као чистачица и осетила је по први пут дискриминацију по националном и економском пореклу што је обликовало њену уметничку праксу. 

## Уметност
Јелена Мицић као основне процесе своје уметничке праксе користи readymade и  in-situ, али се такође бави кураторством. Њена метода је увелико сакупљање материјала из личних искустава/ситуација које су везане за посао, као и специгичних материјала као што је пластика за једнократну употребу. Она верује у могућност стварања егалитарног уметничког наратива који није ауто-дискриминаторан са становишта егзотизације Источне и Јужне Европе.  Ауторка је преко стотину самосталних и заједничких изложби, перформанса и инсталација. 
Јеленина уметност је феминистичка материјалистичка абстракција у двојаком смислу: оном историје уметности али и у ширем контексту феминистичке политичке економије, екологије и рада у нашем историјском тренутку социјалне и еколошке угрожености. 

## Избор уметничких радова
Као студенткиња у Бечу Јелена 2016. године поставља серију перформанса под називом „PUTZMALEREI: Održavanje slika” у Центру за културну деконтаминацију који проблематизују покрете чистачице и уметнице - они су исти у чишћењу и акционом сликању. Ако је могуће истим гестовима чистити (брисати) и стварати, Јелена поставља питање економских, социјалних и политичких темеља тржишта рада у Аустрији као и њихов систем субординације, нарочито у вези држављана/ки из република бивше Југославије.
На овај перформанс Јелена наставља инсталацију „FARBENLEHRE” (Hilfslinien. Pavelhaus, Грац) која се односи на правила боја које се користе при професионалном чишћењу и „Twisting by the Pool" (назив рада је заправо наслов песме групе Dire Straits) у галерији Ремонт у Београду где посетиоце непосредно суочава са хемикалијом за чишћење која изазива алергијске реакције и угрожава здравље професионалних чистача и чистачица и ставља фокус на здравствену заштиту, правну регулацију запошљавања и радна права. Она такође поставља питање где престаје реално искуство а почиње уметност јер је прекарни рад свакодневица врло често преквалификоване мигранстке радне снаге, што је уосталом и Јеленино лично искуство. За ову изложбу је добила награду „Dimitrije Bašičević Mangelos” за 2021. годину.
Јелена даље разрађује своју социјалну и економску позицију раднице без решеног сталног боравка, дакле, без праве интеграције у друштво и без праве једнакости, у просторној инсталацији „Бојна поља" (Colour Fields/Battlefields) у галерији  Alte Post у Бечу. Разнобојне мреже које користи су направљене од пластике или памука и користе се за паковање животних намирница.
У поставци „Alles in Ordnung“ („Све је у реду"; „Everything's Fine / Everything's in Order") приказаној 2021. године у Музеју града Беча, Јелена осветљава наше конзумеристичке навике, навике у исхрани али и предусловљеност бојама на куповину одређених артикала. У овој поставци Јелена спаја руски конструктивизам са својим политичким активистичким ангажманом и ставља фокус на друштвену и економску неједнакост проузроковану условима рада и потрошње. Начин на који ово постиже је израда форми које подсећају на рафове у продавницама начињене од амбалажа бомбона, сира и чоколада и пластичних прстенова са паковања сокова, јогурта и минералне воде. На овим рафовима нема ничега али ми можемо тачно да одредимо која амбалажа или њен део припада ком производу. Овим поступком Јелена поставља питање бесмртности пластике, не само са еколошког становишта већ и са позиције навика и доступности артикала различитим друштвеним класама. 
 Као додатак сталној поставци Музеја Југославије „Музејска лабораторија" Јелена у децембру 2022. поставља на музејском мобилијару предмете из књажевачке фабрике женске кожне обуће и пластике  „Leda“ које су три генерације њене породице производиле, чувале и користиле у свакодневном животу и раду. Ова интервенција под називом „Сала узорака" кроз материјалистичко-феминистичку оптику посматра грађу сталне поставке али и осветљава делове живота једне од најуспешнијих фабрика бивше Југославије: набавка материјала из афричких земаља, самоуправна производња, склапање финалних производа, посета Лепе Брене итд.
У УЛУС-у Јелена 2022. године поставља рад „Црвена анализа" који представља кумулативну презентацију пигмената која започиње 2016. године у Академији ликовних уметности у Бечу под називом „Одржавање слика" а 2017. из земље у региону Источне Србије „Палета мог краја", те 2019. пигменте из домаћинства „Хватач боје". У овај збирни приказ укључена је и изложба „Twisting by the Pool" (2021) и „Политички кич" (2021) који се бави проблемом воде у зрењанинском водоводу. У засебној инсталацији под истим називом „Црвена анализа" која чини део ове кумулативне презентације, Јелена представља хемијске елементе које је сакупљала из ваздуха, воде и земљишта у селу Радинац код Смедерева, где је цела регија еколошки угрожена због рада челичане, чиме поставља питање капацитета социолошког и еколошког уметничког стварања. 

## Kњиге
- „Bojna polja" Vienna: Verlag für moderne Kunst, 2025. (ISBN: 978-3-99153-168-5)[20]

## Награде
- Ö1 Talentestipendium 2018[21]
- PDP Convention 3: III International Student Congress of Graphic Technologies (Second Prize for Photography) (2010)[2]
- Fotosofia5: International photography workshop (Prize for the Best Non-edited Photo) (2010)[2]
- Creative or Cloned (First Prize for photography) (2011)[2]
- POK (First Prize for Photography) (2012)[2]
- Leopoldauerstraße 26 (Fassadengestaltung Wettbewerb). Vienna (Second Prize) (2015)[2]
- Würdigungspreis der Akademie der bildenden Künste Wien. Excellent Artistic Theses (2020)[22]
- Dimitrije Bašičević Mangelos Award. Belgrade/New York (2021)[11]